# Clarence Goodson
Clarence Edgar Goodson IV (Alexandria, Virginia, 1982. május 17.) amerikai válogatott labdarúgó.

## Sikerei, díjai
- Egyesült Államok
  - CONCACAF-aranykupa: 2013